# Улсан
Улсан (кор. 울산시) је град у Јужној Кореји (Република Кореја) и са својих 1.163.690 становника (2014) седми је по величини град у држави.

## Становништво
| 2000.     | 2005.     | 2010.     | 2015.     |
| --------- | --------- | --------- | --------- |
| 1.012.110 | 1.044.934 | 1.071.673 | 1.166.615 |

## Партнерски градови
- Hagi
- Hualien City
- Портланд
- Чангчуен
- Томск
- Кумамото
- Ченај